# Xiphocheilus
Xiphocheilus – rodzaj ryb okoniokształtnych z rodziny wargaczowatych.

## Klasyfikacja
Gatunki zaliczane do tego rodzaju:
- Xiphocheilus typus